# Cochliopodium
Cochliopodium ist eine Gattung von beschalten (Testaten) Amöben in der Ordnung Himatismenida.
Vertreter der Gattung wurden auch in Augenduschen (englisch eyewash stations) gefunden.

## Beschreibung
Die Amöben der Gattung Cochliopodium sind von scheiben- bis kugelförmiger Gestalt mit einem zentralen körnigen erscheinenden Buckel oder Höcker (englisch hump), der teilweise oder vollständig von einem mehr oder weniger ausgeprägten durchscheinenden (hyalinen) Bereich. Die Amöben sind von einer Schale (Testa, manchmal auch als Testum bezeichnet) umgeben, diese besteht bei der Gattung aus einer flexible Schicht komplexer Kohlenhydrat-Schuppen, mit denen die dorsale („rückseitige“) Oberfläche der Zelle bedeckt ist, während die ventrale („vorderseitige“) frei bleibt. Diese Mikroschuppen (engl. microscales, gelegentlich auch Tektumschuppen genannt) sind unter dem Lichtmikroskop als dichte Schicht von Pünktchen zu erkennen. Entlang der hyalinen Zone erscheinen manchmal kleine Subpseudopodien (Scheinfüßchen), dazu nachlaufende Filamente am hinteren Ende. Der zentrale Cytoplasma-Höcker enthält gewöhnlich einige relativ große Kristalle.
Drei Arten, C. crystalli (mit Stamm „crystal UK-YT2“),  C. jaguari (mit Stamm „crystal-like UK-YT3“) und C. larifeili bilden eine Gruppe, indem sie alle ein auffälliges Mikrotubulus-Organisationszentrum (microtubule organizing center, MTOC) und würfelförmige Kristalle aufweisen. Eine andere Klade innerhalb der Gattung formen C. marrii, C. actinophorum und C. arabianum.
Einige Arten bilden Zysten.

## Genom
Das Genom von Cochliopodium enthält Gene, deren Funktionen im Prozess der genetischen Rekombination eingesetzt werden, was auf die Möglichkeit eines sexuellen Stadiums hindeutet.
Insbesondere enthält die Genomsequenz von Cochliopodium minus einen vollständigen Satz von Genen, die für die Meiose, eine Schlüsselphase der sexuelle Fortpflanzung, notwendig sind.

## Habitat
Es sind etwa zwanzig Arten beschrieben worden, aus Süß-, Meeres- und Brackwasser-Habitaten.

## Artenliste
Hertwig und Lesser beschrieben die Gattung erstmals 1874 zusammen mit der Art Cochliopodium pellucidum als Typusart. Eine von Auerbach bereits 1856 beschriebene Art wird heute jedoch ebenfalls als Cochliopodium bilimbosum zur Gattung klassifiziert, mit C. pellucidum als Synonym. Artenliste (Stand 24. September 2024):
Gattung Cochliopodium Hertwig & Lesser, 1874(J,µ,W) bzw. (Hertwig & Lesser, 1874) Bark, 1973(N)
- Cochliopodium actinophorum (Auerbach, 1856) Hertwig & Lesser(µ,N)[6] [Cochliopodium actinophora (Auerbach) Penard, 1902(J)]
- Cochliopodium arabianum Tekle, Gorfu & Anderson 2015(N)[6]
- Cochliopodium barki Kudryavtsev, Brown & Smirnov, 2004(µ)
- Cochliopodium bilimbosum (Auerbach, 1856)(J,µ)[9] syn. Cochliopodium pellucidum(J)[10][11]
- Cochliopodium clarum Schaeffer 1926[12]
– mit Stamm S-61 alias ATCC:30975[12]
- Cochliopodium crystalli Melton et al., 2020(N)[6]
– mit Stamm crystal UK-YT2[6]
- Cochliopodium gallicum Kudryavtsev & Smirnov 2006(N,W)[13]

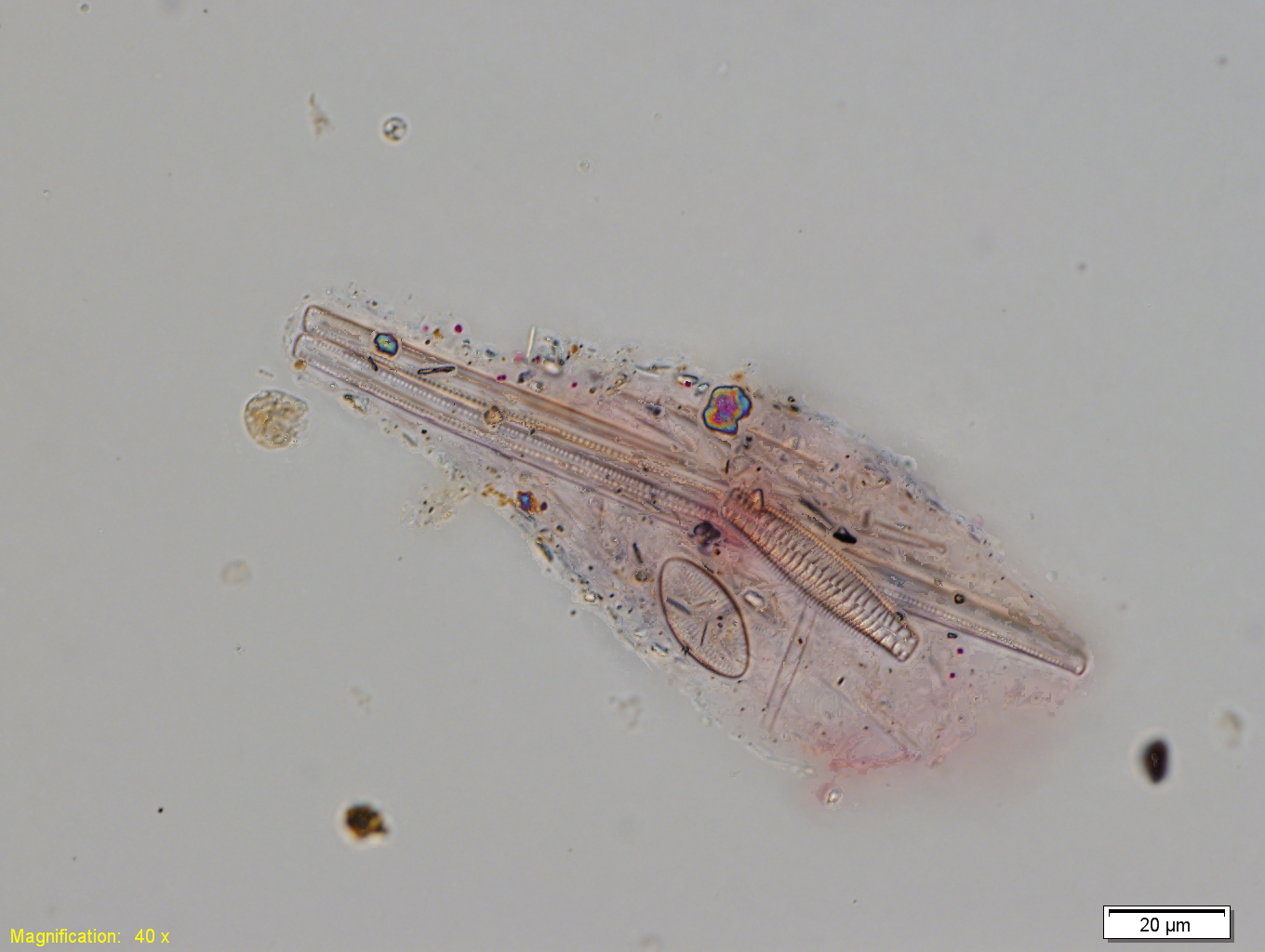
Cochliopodium granulatum

Cochliopodium granulatum

- Cochliopodium granulatum Penard, 1890(J,µ)
- Cochliopodium gulosum Schaeffer, 1926, emend. Kudryavtsev, 2000(µ) bzw. (Schaefer, 1926) Kudryavtsev, 2000(W)
- Cochliopodium jaguariMelton et al., 2020(N)[6]
– mit Stamm crystal-like UK-YT3[6]
- Cochliopodium kieliense Kudryavtsev 2006(µ,N)
- Cochliopodium larifeili Kudryavtsev 1999(µ,N)[6]
- Cochliopodium maeoticum Kudryavtsev, 2006(µ,W)
- Cochliopodium marrii Melton et al., 2020(N)[6] [Cochliopodium sp. SG-2014(N)][6]
– mit Stamm Marrs Spring UK-YT4[6] und SG-2014(N)
- Cochliopodium massiliensis Saadi et al., 2020(N) [Cochliopodium sp. HBS-2019a(N)]
– mit Stamm HBS-2019a
- Cochliopodium megatetrastylus Anderson & Tekle 2013(µ,N)
- Cochliopodium minus Page, 1976(N) bzw. Page, 1976, emend. Kudryavtsev, 2006(µ)[14][2][8]
– mit Stämmen CPE, CCAP 1537/5 und CCAP 1537/1A
- Cochliopodium minutoidum Kudryavtsev 2006(µ,N)[2]
- Cochliopodium pellucidum Hertwig & Lesser 1874(J)
- Cochliopodium pentatrifurcatum Tekle, Roger, Lecky & Kelly 2013(N) bzw. Tekle et al. 2013
– mit Referenzstamm ATCC:30935(µ,N)
- Cochliopodium plurinucleolum Geisen et al., 2014(µ,N)[15][16]

- – mit Stämmen 8 und 86(µ)

- Cochliopodium spiniferum Kudryavtsev 2004(µ,N,W)
- Cochliopodium vestitum Archer(J) oder (Archer 1871) Archer 1877 bzw. (Archer, 1871) emend. Kudryavtsev, 2005(µ)
- Cochliopodium sp. 1(µ)
– Weser, Deutschland
- Cochliopodium sp. 2(µ)
– Torfmoor, Diepveen,[17] Niederlande
- Cochliopodium sp. ATCC 30936(N)
- Cochliopodium sp. HS-2014(N)
- Cochliopodium sp. JvW-2015(N)
- Cochliopodium sp. strain Kiel(N)

Unsichere Mitglieder:
- ?C. crassiusculum Penard 1905[18][19]

Verschiebungen:

Cochliopodium crassiusculum

Gocevia obscura [Cochliopodium obscurum].

… zur Gattung Gocevia  (Familie Goceviidae, Himatismenida):
- Cochliopodium obscurum Penard 1902(J) ⇒ Gocevia obscura (Penard, 1902)(µ)[20]

Quellen:
(W)μ – World Register of Marine Species (WoRMS)
(J)W – National Institute for Environmental Studies, Japan (NIES)
(N)G – National Center for Biotechnology Information (NCBI)
(μ)G – Microworld